# 尾崎南町
尾崎南町（おざきみなみまち）は、岐阜県各務原市の地名。現行行政町名は尾崎南町一丁目から尾崎南町六丁目。

## 地理
各務原市の那加地区に属し、各務原市の北西部に位置する。町域の東部は尾崎北町、那加扇平、西部は尾崎西町、南部は那加扇平、北部は尾崎北町に接する。
地名の「尾崎」は、那加新加納外六ケ所字入会地の小字「尾崎」に因み付けられている。
道路
- 東海北陸自動車道（権現山トンネル）
- 尾崎中央通り

## 歴史
1972年（昭和47年）、権現山（尾崎権現山）と三峰山（尾崎三峰山）の間の土地（那加新加納外六ケ所字入会地など）で区画整理事業（81ha）を開始。1976年（昭和51年）に住宅団地の開発（77.7ha、計画戸数2,330戸）が完了。1977年（昭和52年）4月27日に那加新加納外六ケ所字入会地の一部、那加前洞町の一部をもって尾崎南町を設置する。
区画整理事業は1979年（昭和54年）に完了する。

## 世帯数と人口
2024年（令和6年）10月1日現在の世帯数と人口は以下の通りである。
| 丁目           | 世帯数  | 人口    |
| -------------- | ------- | ------- |
| 尾崎南町一丁目 | 112世帯 | 242人   |
| 尾崎南町二丁目 | 80世帯  | 178人   |
| 尾崎南町三丁目 | 98世帯  | 205人   |
| 尾崎南町四丁目 | 64世帯  | 136人   |
| 尾崎南町五丁目 | 71世帯  | 165人   |
| 尾崎南町六丁目 | 52世帯  | 121人   |
| 計             | 477世帯 | 1,047人 |

## 小・中学校の学区
市立小・中学校に通う場合、学区は以下の通りとなる。
| 番・番地等 | 小学校               | 中学校               |
| ---------- | -------------------- | -------------------- |
| 全域       | 各務原市立尾崎小学校 | 各務原市立桜丘中学校 |

## 交通
- 各務原市ふれあいバス東西線、那加線

## 主な施設
- 各務原市立尾崎小学校
- 尾崎幼稚園
- 尾崎南町集会所
- 尾崎北町集会所
- 尾崎南公園
- 尾崎東公園
- 尾崎南町公園